# Stellan Olsson
Paul Stellan Valter Olsson, född 6 juli 1936 i Kattarps församling, Malmöhus län, död 27 maj 2022 i Helsingborg, Skåne län, var en svensk regissör och författare.

## Biografi
Olsson, son till mejeriarbetaren Gunnar Olsson, var jordbruksarbetare 1949–1951, restauranganställd 1952, mejeriarbetare 1953–1956, blev filosofie kandidat 1961 samt var lärare 1961–64 och 1966. Han var medarbetare i tidskriften "Populär fotografi" 1965–1971 och därefter i "Aktuell fotografi".
Olsson regidebuterade 1966 med kortfilmen Irland, och 1969 kom långfilmen Oss emellan, för vilken han tilldelades Chaplins debutpris. Nästa större framgång kom med filmen Sven Klangs kvintett 1976 där han tog hem Chaplins regipris. År 1986 delade han förstapriset med Baard Enoksen i en manustävling utlyst av det norska produktionsbolaget Filmeffekt A/S .

## Filmografi

### Regi i urval
- 1969 – Oss emellan
- 1971 – Deadline
- 1971 – Julia och nattpappan (TV-serie)
- 1974 – Pappa Pellerins dotter (TV-serie)
- 1976 – Sven Klangs kvintett
- 1978 – Bevisbördan (TV-serie)
- 1980 – Den enes död...
- 1981 – Det finns inga smålänningar (TV-serie)
- 1985 – Jane Horney (TV-serie)
- 1991 – Den stora badardagen
- 1992 – Yasemin på flykt (TV-serie)
- 1994 – Good Night Irene

### Filmmanus
- 1969 – Oss emellan
- 1971 – Deadline
- 1974 – Pappa Pellerins dotter (TV-serie)
- 1978 – Bevisbördan (TV-serie)
- 1980 – Den enes död...
- 1985 – Jane Horney (TV-serie)
- 1991 – Den stora badardagen

## Teater

### Regi (ej komplett)
| År   | Produktion                            | Upphovsmän                                            | Teater                   |
| ---- | ------------------------------------- | ----------------------------------------------------- | ------------------------ |
| 1971 | Tillståndet                           | Kent Andersson och Bengt Bratt                        | Helsingborgs stadsteater |
| 1972 | Skymningsbaren Twilight Bar           | Arthur Koestler Översättning Stellan Olsson           | Helsingborgs stadsteater |
| 1972 | Födelsedagskalaset The birthday party | Harold Pinter Översättning Sigbrit och Carl-Olof Lång | Helsingborgs stadsteater |
| 1973 | Möss och människor Of Mice and Men    | John Steinbeck Översättning Sven Barthel              | Helsingborgs stadsteater |
| 1975 | Turarna, en färjepjäs                 | Stellan Olsson och Jan Olsheden                       | Helsingborgs stadsteater |
| 2000 | Stjärneklok                           | Ann-Charlotte Alverfors                               | Växjö Teater             |